# Umaglesi Liga 1999-2000
L'Umaglesi Liga 1999-2000 è stata l'undicesima edizione della massima serie del campionato georgiano di calcio. La stagione è iniziata il 14 agosto 1999 e si è conclusa il 30 maggio 2000. La T'orp'edo Kutaisi ha vinto il campionato per la prima volta nella sua storia.

## Stagione

### Novità
Dalla Umaglesi Liga 1998-1999 sono stati retrocessi l'Odishi Zugdidi e il Guria Lanchkhuti, mentre dalla Pirveli Liga sono stati promossi la Dinamo-2 Tbilisi e il K'olkheti Khobi.

Inoltre, prima dell'inizio della stagione la Dinamo-2 Tbilisi ha cambiato denominazione in Tbilisi.

### Formula
Il campionato constava di una doppia fase. Nella prima fase le 16 squadre partecipanti sono state suddivise in due gruppi composti da otto squadre ciascuno. In ciascun gruppo le squadre si sono affrontate in un girone all'italiana con partite di andata e ritorno, per un totale di 14 giornate. Le prime quattro classificate dei due gruppi sono state ammesse alla seconda fase per decretare la squadra campione, mentre le restanti squadre sono state ammesse alla seconda fase per decretare le retrocessioni.

Nella seconda fase in entrambi i gruppi le squadre si sono affrontate in un girone all'italiana con partite di andata e ritorno, per un totale di 14 giornate. Alla seconda fase ciascuna squadra accede con la metà dei punti conquistati nel corso della prima fase. Nel gruppo per il titolo la squadra prima classificata è stata dichiarata campione di Georgia ed ammessa al secondo turno preliminare della UEFA Champions League 2000-2001. La seconda classificata veniva ammessa al turno preliminare della Coppa UEFA 2000-2001 assieme alla squadra vincitrice della coppa nazionale. La terza classificata veniva ammessa alla Coppa Intertoto 2000. Nel gruppo per la salvezza le ultime quattro classificate sono state retrocesse in Pirveli Liga, portando a una riduzione del campionato a dodici squadre per la stagione successiva.

## Prima fase

### Gruppo A

#### Squadre partecipanti
| Club                   | Città        | Stagione 1998-1999                                            |
| ---------------------- | ------------ | ------------------------------------------------------------- |
| Arsenali Tbilisi       | Tbilisi      | 9º posto in Umaglesi Liga                                     |
| Dinamo Batumi          | Batumi       | 5º posto in Umaglesi Liga                                     |
| Dinamo Tbilisi         | Tbilisi      | Campione di Georgia                                           |
| Lok’omot’ivi Tbilisi   | Tbilisi      | 3º posto in Umaglesi Liga                                     |
| Samgurali Ts'q'alt'ubo | Ts'q'alt'ubo | 11º posto in Umaglesi Liga                                    |
| Sioni Bolnisi          | Bolnisi      | 13º posto in Umaglesi Liga                                    |
| Tbilisi                | Tbilisi      | 1º posto in Pirveli Liga gruppo est B (come Dinamo-2 Tbilisi) |
| WIT Georgia            | Tbilisi      | 7º posto in Umaglesi Liga                                     |

#### Classifica finale
|  | Pos. | Squadra                | Pt | G  | V  | N | P | GF | GS | DR  |
|  | ---- | ---------------------- | -- | -- | -- | - | - | -- | -- | --- |
|  | 1.   | Dinamo Tbilisi         | 34 | 14 | 11 | 1 | 2 | 38 | 12 | +26 |
|  | 2.   | Dinamo Batumi          | 25 | 14 | 6  | 7 | 1 | 15 | 4  | +11 |
|  | 3.   | WIT Georgia            | 23 | 14 | 6  | 5 | 3 | 20 | 12 | +8  |
|  | 4.   | Sioni Bolnisi          | 21 | 14 | 6  | 3 | 5 | 13 | 19 | -6  |
|  | 5.   | Lok’omot’ivi Tbilisi   | 18 | 14 | 5  | 3 | 6 | 21 | 19 | +2  |
|  | 6.   | Tbilisi                | 13 | 14 | 3  | 4 | 7 | 21 | 31 | -10 |
|  | 7.   | Samgurali Ts'q'alt'ubo | 11 | 14 | 3  | 2 | 9 | 9  | 27 | -18 |
|  | 8.   | Arsenali Tbilisi       | 9  | 14 | 2  | 3 | 9 | 10 | 23 | -13 |

Legenda:
      Qualificate alla fase per il titolo.
      Qualificate alla fase per la retrocessione.
Note:
Tre punti a vittoria, uno a pareggio, zero a sconfitta.

#### Risultati
|                        | DiT  | DiB  | WIT  | Sio  | Lok  | Tbi  | SaT  | Ars  |
| ---------------------- | ---- | ---- | ---- | ---- | ---- | ---- | ---- | ---- |
| Dinamo Tbilisi         | –––– | 2-1  | 4-1  | 3-0  | 4-0  | 3-2  | 7-1  | 1-1  |
| Dinamo Batumi          | 1-0  | –––– | 0-0  | 4-0  | 4-1  | 2-0  | 0-0  | 1-0  |
| WIT Georgia            | 0-1  | 0-0  | –––– | 3-0  | 3-1  | 1-1  | 3-1  | 4-0  |
| Sioni Bolnisi          | 1-3  | 0-0  | 0-0  | –––– | 1-0  | 2-2  | 2-0  | 1-0  |
| Lokomotivi Tbilisi     | 1-2  | 0-0  | 1-1  | 0-1  | –––– | 2-1  | 2-0  | 2-2  |
| Tbilisi                | 0-6  | 1-1  | 2-1  | 3-4  | 0-4  | –––– | 5-2  | 3-1  |
| Samgurali Ts'q'alt'ubo | 1-2  | 0-0  | 0-1  | 1-0  | 0-3  | 1-0  | –––– | 1-0  |
| Arsenali Tbilisi       | 2-0  | 0-1  | 1-2  | 0-1  | 0-4  | 1-1  | 2-1  | –––– |

### Gruppo B

#### Squadre partecipanti
| Club                | Città     | Stagione 1998-1999                      |
| ------------------- | --------- | --------------------------------------- |
| Dila Gori           | Gori      | 10º posto in Umaglesi Liga              |
| Gorda Rustavi       | Rustavi   | 12º posto in Umaglesi Liga              |
| Iberia Samt'redia   | Samtredia | 8º posto in Umaglesi Liga               |
| K'olkheti Khobi     | Khobi     | 1º posto in Pirveli Liga gruppo ovest B |
| K'olkheti-1913 Poti | Poti      | 4º posto in Umaglesi Liga               |
| Merani-91 Tbilisi   | Tbilisi   | 6º posto in Umaglesi Liga               |
| STU Tbilisi         | Tbilisi   | 14º posto in Umaglesi Liga              |
| T'orp'edo Kutaisi   | Kutaisi   | 2º posto in Umaglesi Liga               |

#### Classifica finale
|  | Pos. | Squadra             | Pt | G  | V  | N | P | GF | GS | DR  |
|  | ---- | ------------------- | -- | -- | -- | - | - | -- | -- | --- |
|  | 1.   | T'orp'edo Kutaisi   | 36 | 14 | 11 | 3 | 0 | 33 | 5  | +28 |
|  | 2.   | K'olkheti-1913 Poti | 25 | 14 | 8  | 1 | 5 | 19 | 15 | +4  |
|  | 3.   | Dila Gori           | 20 | 14 | 6  | 2 | 6 | 19 | 24 | -5  |
|  | 4.   | Iberia Samt'redia   | 18 | 14 | 5  | 3 | 6 | 9  | 20 | -11 |
|  | 5.   | Gorda Rustavi       | 16 | 14 | 5  | 1 | 8 | 17 | 18 | -1  |
|  | 6.   | STU Tbilisi         | 16 | 14 | 4  | 4 | 6 | 13 | 18 | -5  |
|  | 7.   | Merani-91 Tbilisi   | 15 | 14 | 3  | 6 | 5 | 14 | 15 | -1  |
|  | 8.   | K'olkheti Khobi     | 10 | 14 | 2  | 4 | 8 | 15 | 24 | -9  |

Legenda:
      Qualificate alla fase per il titolo.
      Qualificate alla fase per la retrocessione.
Note:
Tre punti a vittoria, uno a pareggio, zero a sconfitta.

#### Risultati
|                     | Tor  | KoP  | Dil  | Ibe  | Gor  | STU  | Mer  | KoK  |
| ------------------- | ---- | ---- | ---- | ---- | ---- | ---- | ---- | ---- |
| Torpedo Kutaisi     | –––– | 4-1  | 2-2  | 5-0  | 1-0  | 3-0  | 3-1  | 0-0  |
| K'olkheti-1913 Poti | 0-0  | –––– | 3-0  | 1-0  | 2-0  | 1-0  | 1-0  | 2-3  |
| Dila Gori           | 0-5  | 3-0  | –––– | 2-0  | 1-2  | 1-1  | 3-2  | 1-0  |
| Iberia Samt'redia   | 0-3  | 1-0  | 2-1  | –––– | 1-0  | 0-1  | 1-1  | 2-1  |
| Gorda Rustavi       | 0-2  | 0-1  | 2-0  | 4-0  | –––– | 3-1  | 0-0  | 4-1  |
| STU Tbilisi         | 0-2  | 3-2  | 0-1  | 1-1  | 1-0  | –––– | 0-2  | 4-1  |
| Merani-91 Tbilisi   | 0-1  | 1-2  | 3-1  | 0-0  | 2-1  | 1-1  | –––– | 0-0  |
| K'olkheti Khobi     | 1-2  | 0-3  | 2-3  | 0-1  | 5-1  | 0-0  | 1-1  | –––– |

## Seconda fase

### Gruppo per il titolo

#### Classifica finale
|  | Pos. | Squadra             | Pt | G  | V | N | P  | GF | GS | DR  |
|  | ---- | ------------------- | -- | -- | - | - | -- | -- | -- | --- |
|  | 1.   | T'orp'edo Kutaisi   | 46 | 14 | 8 | 4 | 2  | 37 | 11 | +26 |
|  | 2.   | WIT Georgia         | 41 | 14 | 8 | 5 | 1  | 15 | 7  | +8  |
|  | 3.   | Dinamo Tbilisi      | 41 | 14 | 5 | 9 | 0  | 19 | 4  | +15 |
|  | 4.   | Dinamo Batumi       | 39 | 14 | 8 | 2 | 4  | 22 | 10 | +12 |
|  | 5.   | K'olkheti-1913 Poti | 37 | 14 | 7 | 3 | 4  | 18 | 10 | +8  |
|  | 6.   | Sioni Bolnisi       | 21 | 14 | 3 | 1 | 10 | 13 | 32 | -19 |
|  | 7.   | Iberia Samt'redia   | 17 | 14 | 2 | 2 | 10 | 6  | 29 | -23 |
|  | 8.   | Dila Gori           | 16 | 14 | 2 | 0 | 12 | 10 | 37 | -27 |

Legenda:
      Campione di Georgia e ammessa alla UEFA Champions League 2000-2001
      Ammesse alla Coppa UEFA 2000-2001
      Ammessa alla Coppa Intertoto 2000
Note:
Tre punti a vittoria, uno a pareggio, zero a sconfitta.
Punti di bonus:
Torpedo Kutaisi 18 pti
Dinamo Tbilisi 17 pti
Dinamo Batumi 13 pti
K'olkheti-1913 Poti 13 pti
WIT Georgia 12 pti
Sioni Bolnisi 11 pti
Dila Gori 10 pti
Iberia Samt'redia 9 pti

#### Risultati
|                     | Tor  | WIT  | DiT  | DiB  | KoP  | Sio  | Ibe  | Dil  |
| ------------------- | ---- | ---- | ---- | ---- | ---- | ---- | ---- | ---- |
| Torpedo Kutaisi     | –––– | 0-0  | 0-0  | 4-0  | 3-1  | 6-1  | 5-0  | 4-1  |
| WIT Georgia         | 1-1  | –––– | 1-1  | 2-0  | 0-0  | 1-0  | 2-1  | 2-1  |
| Dinamo Tbilisi      | 1-1  | 0-0  | –––– | 0-0  | 1-1  | 3-0  | 2-0  | 6-1  |
| Dinamo Batumi       | 2-1  | 0-1  | 0-0  | –––– | 2-0  | 3-0  | 6-0  | 4-0  |
| K'olkheti-1913 Poti | 2-1  | 2-0  | 0-0  | 1-0  | –––– | 5-0  | 1-0  | 3-1  |
| Sioni Bolnisi       | 2-4  | 1-2  | 0-2  | 1-2  | 1-0  | –––– | 2-2  | 5-0  |
| Iberia Samt'redia   | 0-3  | 0-1  | 0-0  | 0-2  | 1-0  | 0-1  | –––– | 2-1  |
| Dila Gori           | 0-4  | 0-2  | 0-3  | 0-1  | 0-2  | 1-0  | 3-0  | –––– |

### Gruppo per la retrocessione

#### Classifica finale
|  | Pos. | Squadra                | Pt | G  | V | N | P  | GF | GS | DR  |
|  | ---- | ---------------------- | -- | -- | - | - | -- | -- | -- | --- |
|  | 9.   | Merani-91 Tbilisi      | 39 | 14 | 9 | 4 | 1  | 18 | 5  | +13 |
|  | 10.  | Lok’omot’ivi Tbilisi   | 36 | 14 | 8 | 3 | 3  | 22 | 8  | +14 |
|  | 11.  | STU Tbilisi            | 35 | 14 | 9 | 0 | 5  | 26 | 15 | +11 |
|  | 12.  | Gorda Rustavi          | 34 | 14 | 8 | 2 | 4  | 25 | 10 | +15 |
|  | 13.  | Samgurali Ts'q'alt'ubo | 33 | 14 | 8 | 3 | 3  | 17 | 8  | +9  |
|  | 14.  | Tbilisi                | 18 | 14 | 3 | 2 | 9  | 12 | 26 | -14 |
|  | 15.  | Arsenali Tbilisi       | 14 | 14 | 3 | 0 | 11 | 11 | 27 | -16 |
|  | 16.  | K'olkheti Khobi        | 8  | 14 | 1 | 0 | 13 | 13 | 45 | -32 |

Legenda:
      Ammesse alla Coppa UEFA 2000-2001
      Retrocesse in Pirveli Liga 2000-2001
Note:
Tre punti a vittoria, uno a pareggio, zero a sconfitta.
Punti di bonus:
Lokomotivi Tbilisi 9 pti
Gorda Rustavi 8 pti
Merani-91 Tbilisi 8 pti
STU Tbilisi 8 pti
Tbilisi 7 pti
Samgurali Ts'q'alt'ubo 6 pti
Arsenali Tbilisi 5 pti
K'olkheti Khobi 5 pti

#### Risultati
|                        | Mer  | Lok  | STU  | Gor  | SaT  | Tbi  | Ars  | KoK  |
| ---------------------- | ---- | ---- | ---- | ---- | ---- | ---- | ---- | ---- |
| Merani-91 Tbilisi      | –––– | 3-1  | 1-0  | 0-0  | 0-0  | 4-0  | 1-0  | 1-0  |
| Lokomotivi Tbilisi     | 0-0  | –––– | 3-0  | 2-1  | 0-0  | 1-1  | 1-0  | 4-1  |
| STU Tbilisi            | 2-1  | 0-1  | –––– | 1-0  | 1-0  | 2-0  | 2-0  | 7-2  |
| Gorda Rustavi          | 1-1  | 1-0  | 2-0  | –––– | 1-2  | 2-0  | 3-0  | 2-0  |
| Samgurali Ts'q'alt'ubo | 0-1  | 1-0  | 3-1  | 2-0  | –––– | 2-1  | 2-0  | 2-1  |
| Tbilisi                | 0-1  | 0-1  | 0-4  | 1-4  | 0-0  | –––– | 2-0  | 3-0  |
| Arsenali Tbilisi       | 0-2  | 0-1  | 0-2  | 0-4  | 2-1  | 4-2  | –––– | 4-2  |
| K'olkheti Khobi        | 1-2  | 0-7  | 2-4  | 1-4  | 0-2  | 1-2  | 2-1  | –––– |